# Liste des représentants des États-Unis pour la Caroline du Sud
Depuis le recensement national de 2010, la Caroline du Sud dispose de sept élus à la chambre des représentants des États-Unis.

## Délégation au 119econgrès (2025-2027)
| District et nom | District et nom | District et nom | District et nom | Dates du mandat                              | Positionnement politique |
| --------------- | --------------- | --------------- | --------------- | -------------------------------------------- | ------------------------ |
| 1er district    |                 | Nancy Mace      |                 | 3 janvier 2021 (4 ans, 2 mois et 20 jours)   | Républicain              |
| 2e district     |                 | Joe Wilson      |                 | 18 décembre 2001 (23 ans, 3 mois et 5 jours) | Républicain              |
| 3e district     |                 | Sheri Biggs     |                 | 3 janvier 2025 (2 mois et 20 jours)          | Républicain              |
| 4e district     |                 | William Timmons |                 | 3 janvier 2019 (6 ans, 2 mois et 20 jours)   | Républicain              |
| 5e district     |                 | Ralph Norman    |                 | 26 juin 2017 (17 ans, 8 mois et 25 jours)    | Républicain              |
| 6e district     |                 | Jim Clyburn     |                 | 3 janvier 1993 (32 ans, 2 mois et 20 jours)  | Démocrate                |
| 7e district     |                 | Russell Fry     |                 | 3 janvier 2023 (2 ans, 2 mois et 20 jours)   | Républicain              |

### Démographie

#### Parti politique
- Six républicains
- Un démocrate

#### Sexe
- Cinq hommes
- Deux femmes

#### Ethnicités
- Six Blancs (six républicains)
- Un Afro-Américain (un démocrate)

#### Âge
- De 30 à 40 ans : 1
- De 40 à 50 ans : 1
- De 50 à 60 ans : 1
- De 60 à 70 ans : 2
- Plus de 70 ans : 2

#### Religions
- Christianisme : sept
  - Protestantisme : sept
    - Presbytérianisme : deux
    - Baptisme : un
    - Épiscopalisme : un
    - Méthodisme épiscopal africain : un